# Nieważne
Nieważne – singel polskiego piosenkarza Dawida Kwiatkowskiego z jego siódmego albumu studyjnego, zatytułowanego Dawid Kwiatkowski. Singel został wydany 26 października 2021. Utwór napisali i skomponowali Dawid Kwiatkowski, Dominic Buczkowski-Wojtaszek, Małgorzata Uściłowska i Patryk Kumór.
Kompozycja znalazła się na 8. miejscu listy OLiA, najczęściej odtwarzanych utworów w polskich rozgłośniach radiowych. Nagranie otrzymało w Polsce status złotej płyty, przekraczając liczbę 25 tysięcy sprzedanych kopii.

## Geneza utworu i historia wydania
Piosenka została napisana i skomponowana przez Dawida Kwiatkowskiego, Małgorzatę Uściłowską, Patryka Kumóra i Dominica Buczkowskiego-Wojtaszka, który również odpowiada za produkcję utworu.
Singel ukazał się w formacie digital download 26 października 2021 w Polsce za pośrednictwem wytwórni płytowej DB4 Management w dystrybucji Warner Music Poland. Kompozycja została umieszczona na siódmym albumie studyjnym Kwiatkowskiego – Dawid Kwiatkowski.

## „Nieważne” w stacjach radiowych
Nagranie było notowane na 8. miejscu w zestawieniu OLiA, najczęściej odtwarzanych utworów w polskich rozgłośniach radiowych.

## Teledysk
Do utworu powstał teledysk w reżyserii Przemysława Gomuły, który udostępniono w dniu premiery singla za pośrednictwem serwisu YouTube.

## Lista utworów
- Digital download[5]

1. „Nieważne” – 3:19

## Notowania

### Pozycje na listach airplay
| Kraj   | Lista                          | Najwyższa pozycja |
| ------ | ------------------------------ | ----------------- |
| Polska | OLiS – oficjalna lista airplay | 8                 |
| Polska | AirPlay – Nowości              | 5                 |

## Certyfikaty
| Kraj          | Certyfikat  | Sprzedaż |
| ------------- | ----------- | -------- |
| Polska (ZPAV) | złota płyta | 25 000+  |

## Wyróżnienia
| Rok  | Konkurs                  | Kategoria    | Rezultat    |
| ---- | ------------------------ | ------------ | ----------- |
| 2021 | Przebój roku RMF FM 2021 | Przebój roku | 27. miejsce |